# ديبورتيس ميليبيلا
ديبورتيس ميليبيلا (بالإسبانية: Deportes Melipilla)‏هو نادي كرة قدم تشيلي، ومقره مليبيللا، وهي إحدى المجتمعات المحلية في إقليم سانتياغو متروبوليتان. تأسس في 24 يناير 1992، خلفا لنادي ديبورتيفو سوينكا باتا. النادي لديه منافسه الكلاسيكي، سان أنطونيو يونيدو والمباراة معروفة باسم «كلاسيكو ديل مايبو» أو «مايبو ديربي».
ديبورتيس ميليبيلا لديه ملعبها الخاص المسمى ملعب بلدية روبرتو برافو سانتيبانييز بسعة 6000.
تم طرد النادي من الدوري التشيلي لكرة القدم في 27 ديسمبر 2021 بسبب مخالفات في عقود لاعبي كرة القدم.